# Kostel svatého Bartoloměje (Podmoky)
Kostel svatého Bartoloměje je památkově chráněný kostelík gotického založení, nově postavený v letech 1817–1818, nacházející se v obci Podmoky v okrese Nymburk ve Středočeském kraji.

## Historie a popis
Kostel je zmiňován již v roce 1305 a jeho výstavba souvisela pravděpodobně s vedlejší tvrzí. Po roce 1634 byl zbořen a v letech 1817–18 byl znovu vystavěn. V roce 1903 byl kompletně zrekonstruován, z této doby pochází také zařízení kostela.
Kostel stojí na návrší uprostřed bývalého hřbitova. Je tvořen obdélnou lodí a pětibokým presbytářem, zděný z opuky a cihel, s půlkruhovými okny. Dveře na severní straně presbytáře byly zazděny. Na střeše je věžička s cibulovou stříškou a dvojitý kříž.